# Álvaro González de Galdeano
Álvaro González de Galdeano Aranzabal (3 januari 1970) is een voormalig Spaans wielrenner.

## Biografie
De in Vitoria-Gasteiz geboren González de Galdeano – hij heeft een dubbele eerste achternaam, hem González noemen is dus fout – werd prof in 1992 bij Artiach en ging drie jaar later bij Euskadi, het latere Euskaltel rijden. González de Galdeano kon meer dan behoorlijk tijdrijden en redelijk klimmen, maar stond altijd in de schaduw van zijn jongere broer Igor, bij wie hij tien jaar in de ploeg reed. Toch werd Álvaro in 1998 zevende in de Ronde van Spanje. Twee jaar later werd hij kampioen van Spanje, won hij een etappe in de Ronde van Italië en ook één in de Ronde van Spanje. Hierna behaalde hij verder vooral ereplaatsen en kwam in het nieuws toen hij in 2001 drie maanden geschorst werd wegens het gebruik van doping. Hij beëindigde zijn carrière in 2004 en werd later ploegleider van de Orbea-ploeg.

## Resultaten in voornaamste wedstrijden
| Jaar | Ronde van Italië | Ronde van Frankrijk | Ronde van Spanje |
| ---- | ---------------- | ------------------- | ---------------- |
| 1993 |                  |                     | opgave           |
| 1994 |                  |                     | 95e              |
| 1995 |                  |                     | 72e              |
| 1996 |                  |                     | 62e              |
| 1997 |                  |                     | opgave           |
| 1998 |                  |                     | 7e               |
| 1999 |                  | 24e                 | 56e              |
| 2000 | 49e (1)          |                     | opgave (1)       |
| 2001 | 70e              | opgave              |                  |
| 2002 |                  | opgave              |                  |
| 2003 |                  | 122e                |                  |
| 2004 |                  |                     |                  |

| Jaar | Milaan-San Remo | Amstel Gold Race |
| ---- | --------------- | ---------------- |
| 1993 |                 |                  |
| 1994 |                 |                  |
| 1995 |                 |                  |
| 1996 |                 |                  |
| 1997 |                 |                  |
| 1998 |                 |                  |
| 1999 |                 |                  |
| 2000 |                 | 38e              |
| 2001 |                 |                  |
| 2002 | 86e             |                  |
| 2003 |                 |                  |
| 2004 | 116e            |                  |